# Recombinatie (genetica)

Recombinatie door breukvorming en reparatie

Genetische recombinatie is de herschikking van de genetische eigenschappen van een individu. Het gevolg hiervan is dat het nageslacht een andere combinatie van genen heeft dan elk van beide ouders.

## Recombinatie bij virussen
Bij het influenza-virus treedt soms een recombinatie op van de zeven of acht segmenten RNA die het genoom van het virus uitmaken. Als verschillende soorten virussen dezelfde cel infecteren (co-infectie), kunnen stukken van de ene soort bij stukken van de andere soort terechtkomen. Soms ontstaat zo een totaal nieuwe vorm van het virus. Dit proces is antigenic shift.

## Recombinatie bij Eukaryoten
Bij eukaryoten treedt tijdens de meiose recombinatie op zowel bij de segregatie van de chromosomen als bij crossing-over.
In de moleculaire biologie wordt recombinatie in nauwere zin gebruikt als het gevolg van een crossing-over. Daarbij worden genen die gelinkt zijn doordat ze op hetzelfde chromosoom liggen tijdens de meiose verdeeld over twee homologe chromosomen. De link tussen beide genen wordt in dit proces verbroken. Dit proces wordt gekatalyseerd door de enzymen recombinase.

## Genetische modificatie
Recombinatie wordt ook toegepast bij genetische modificatie, waarbij genen kunstmatig worden toegevoegd of gewijzigd in het genoom van een organisme, waardoor het organisme eigenschappen kan krijgen die het van nature niet heeft. Het DNA, genoom of hele organisme is dan recombinant.

## Eenheid
De eenheid van recombinatie is de morgan (M), genoemd naar de Amerikaanse geneticus Thomas Morgan. Een recombinatie van 0 M betekent dat twee genen naar alle waarschijnlijkheid niet zullen recombineren, een recombinatie van 1 M betekent dat twee genen vrijwel zeker zullen recombineren. In de praktijk wordt deze het vaakst uitgedrukt in cM (centimorgan), waarbij 1 cM staat voor 1 % kans per generatie op recombinatie door crossing-over.